# Stromovec
Stromovec (Dendrelaphis), česky také svijovka, je rod užovkovitých hadů, jehož zástupci se přirozeně vyskytují na rozsáhlém území od Pákistánu na západě přes jižní Čínu na severu až po severní a východní pobřeží Austrálie na východě a jihu. Jde o stromové hady, kteří se vyznačují štíhlým tělem a denní aktivitou.
Jako jednoho ze zástupců lze jmenovat stromovce bronzového (Dendrelaphis pictus), až 125 cm dlouhého hada bronzově hnědého až olivového zbarvení, jenž se přirozeně vyskytuje v nížinných a podhorských lesích orientální oblasti. Jde o vejcorodý druh, který ročně klade až několik snůšek vajíček. Typickou kořistí stromovců se stávají ještěrky a obojživelníci.

## Přehled druhů
Na základě k 8. 5. 2023.

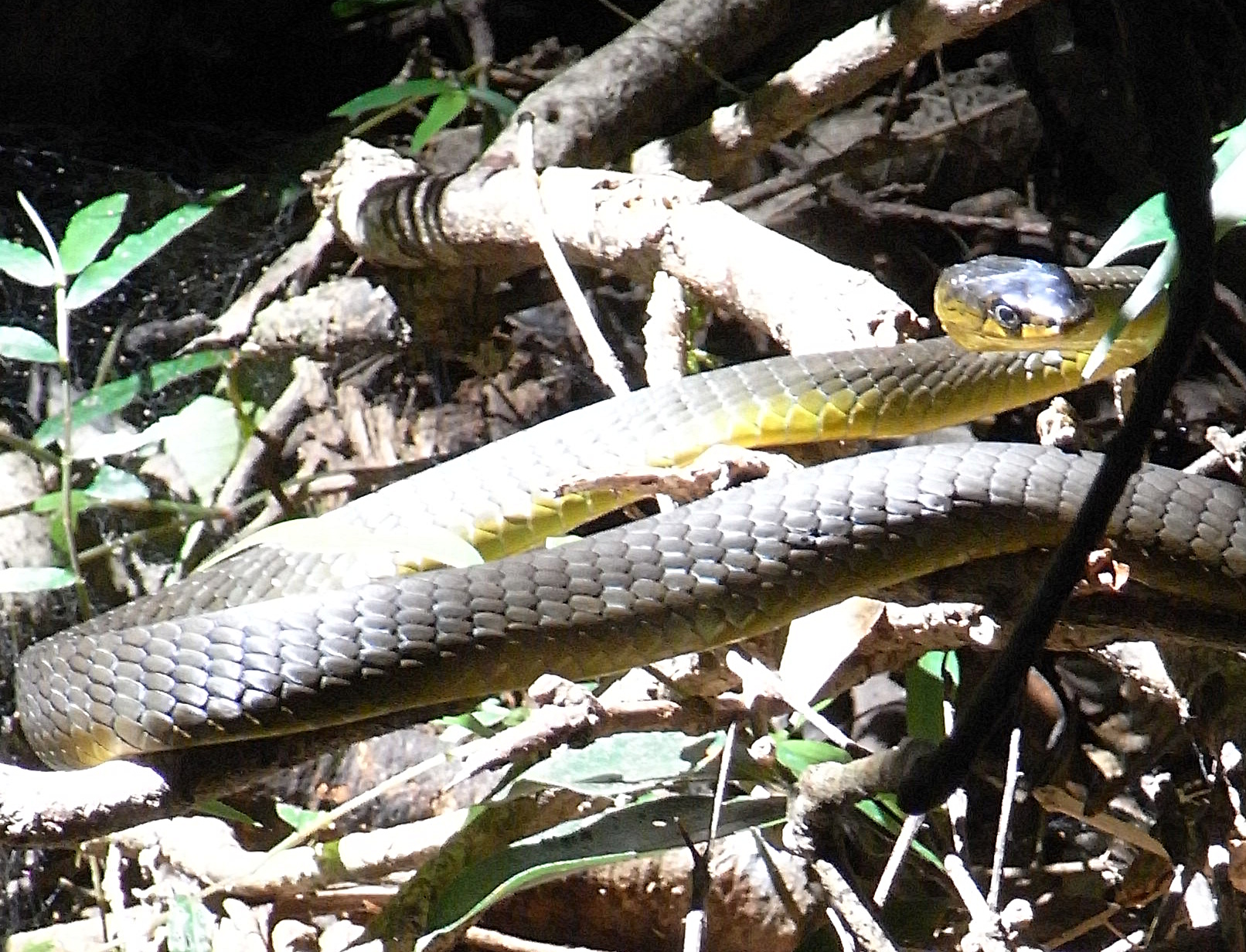
D. punctulatus

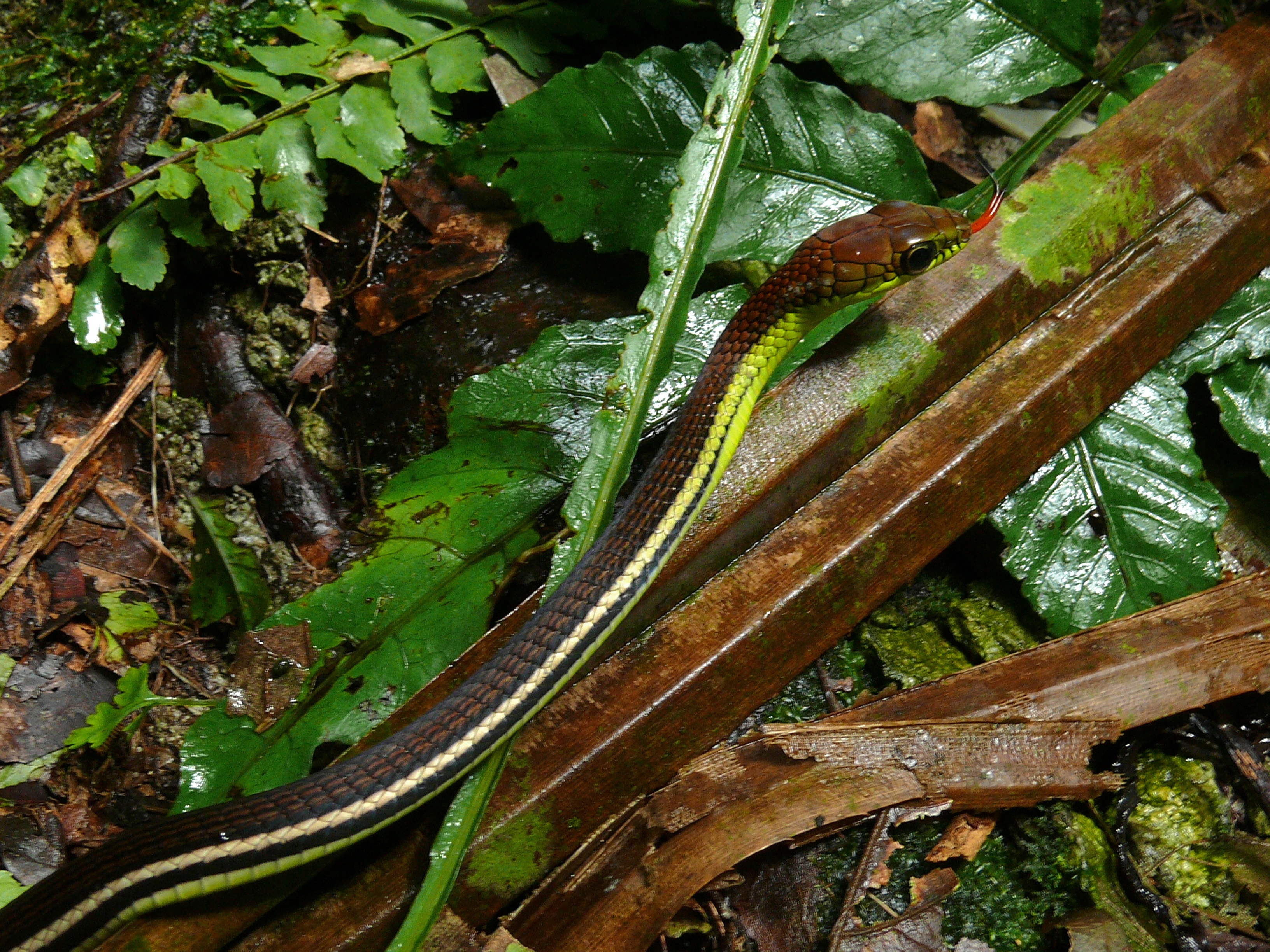
D. formosus

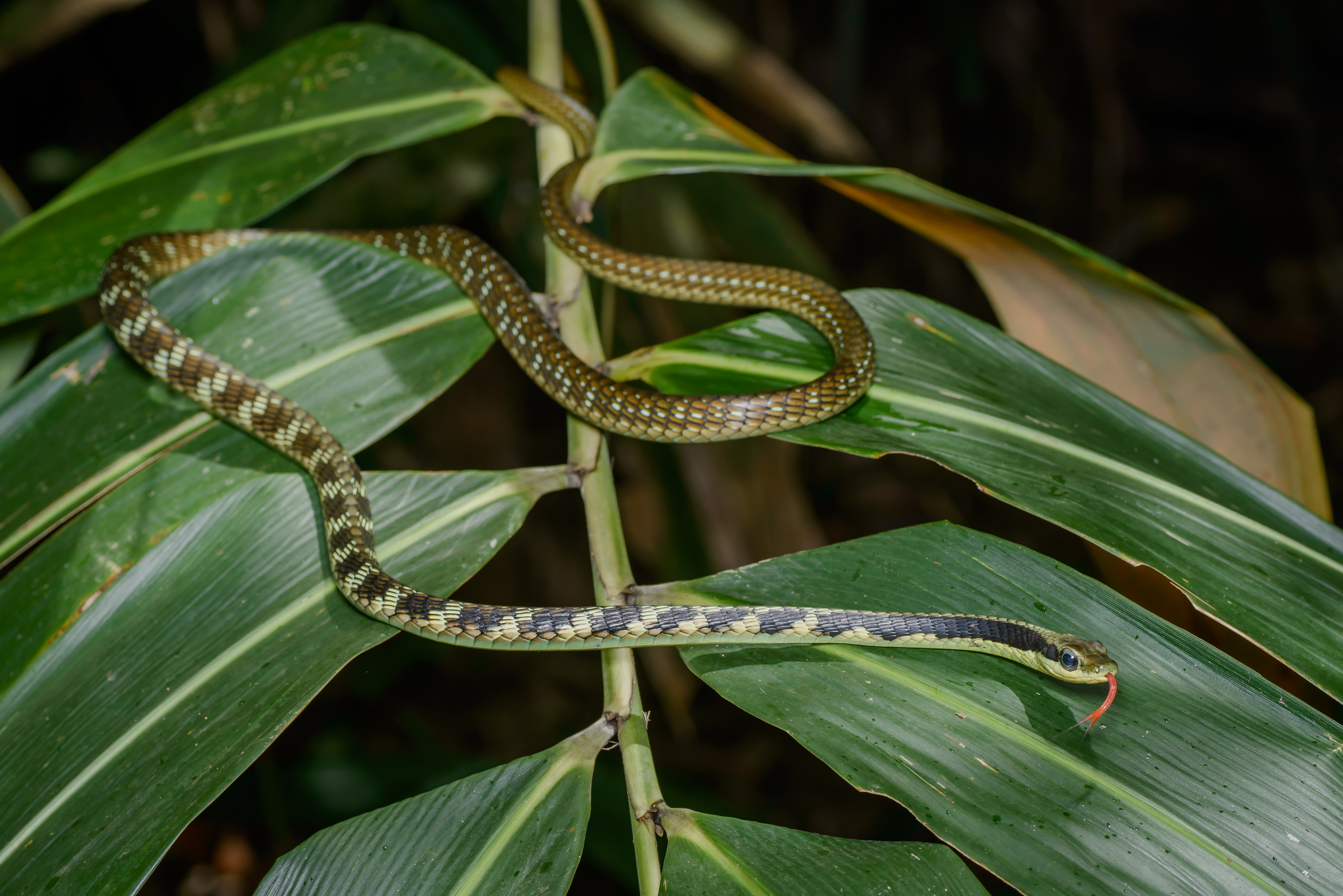
D. nigroserratus

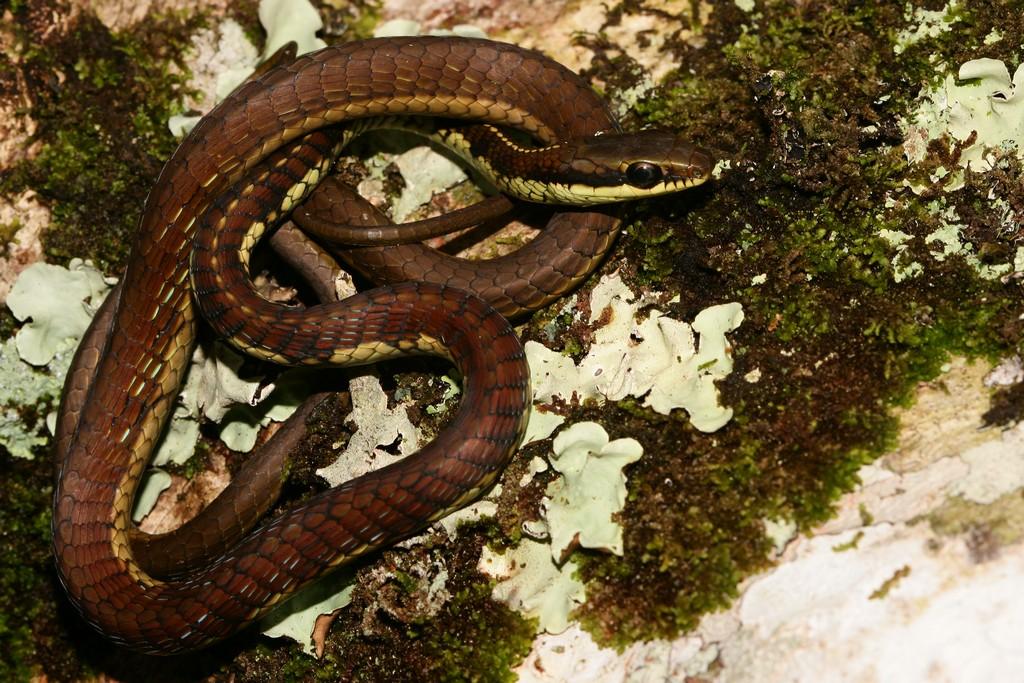
D. schokari

- Dendrelaphis andamanensis (ANDERSON, 1871)
- Dendrelaphis ashoki VOGEL & VAN ROOIJEN, 2011
- Dendrelaphis bifrenalis (BOULENGER, 1890)
- Dendrelaphis biloreatus WALL, 1908
- Dendrelaphis calligaster (GÜNTHER, 1867)
- Dendrelaphis caudolineatus (GRAY, 1834)
- Dendrelaphis caudolineolatus (GÜNTHER, 1869)
- Dendrelaphis chairecacos (BOIE, 1827)
- Dendrelaphis cyanochloris (WALL, 1921)
- Dendrelaphis effrenis (WERNER, 1909)
- Dendrelaphis flavescens GAULKE, 1994
- Dendrelaphis formosus (BOIE, 1827)
- Dendrelaphis fuliginosus GRIFFIN, 1909
- Dendrelaphis gastrostictus (BOULENGER, 1894)
- Dendrelaphis girii VOGEL & VAN ROOIJEN, 2011
- Dendrelaphis grandoculis (BOULENGER, 1890)
- Dendrelaphis grismeri VOGEL & VAN ROOIJEN, 2008
- Dendrelaphis haasi VAN ROOIJEN & VOGEL, 2008
- Dendrelaphis hollinrakei LAZELL, 2002
- Dendrelaphis humayuni TIWARI & BISWAS, 1973
- Dendrelaphis inornatus BOULENGER, 1897
- Dendrelaphis keiensis (MERTENS, 1926)
- Dendrelaphis kopsteini VOGEL & VAN ROOIJEN, 2007
- Dendrelaphis levitoni VAN ROOIJEN & VOGEL, 2012
- Dendrelaphis lineolatus (JACQUINOT & GUICHENOT, 1853)
- Dendrelaphis lorentzii (LIDTH DE JEUDE, 1911)
- Dendrelaphis luzonensis LEVITON, 1961
- Dendrelaphis macrops (GÜNTHER, 1877)
- Dendrelaphis marenae VOGEL & VAN ROOIJEN, 2008
- Dendrelaphis modestus BOULENGER, 1894
- Dendrelaphis ngansonensis (BOURRET, 1935)
- Dendrelaphis nigroserratus VOGEL, VAN ROOIJEN & HAUSER, 2012
- Dendrelaphis oliveri (TAYLOR, 1950)
- Dendrelaphis papuensis BOULENGER, 1895
- Dendrelaphis philippinensis (GÜNTHER, 1879)
- Dendrelaphis pictus (GMELIN, 1789)
- Dendrelaphis proarchos (WALL, 1909)
- Dendrelaphis punctulatus (GRAY, 1826)
- Dendrelaphis schokari (KUHL, 1820)
- Dendrelaphis striatus (COHN, 1905)
- Dendrelaphis striolatus (PETERS, 1867)
- Dendrelaphis subocularis (BOULENGER, 1888)
- Dendrelaphis terrificus (PETERS, 1872)
- Dendrelaphis tristis (DAUDIN, 1803)
- Dendrelaphis underwoodi VAN ROOIJEN & VOGEL, 2008
- Dendrelaphis vogeli JIANG, GUO, REN & LI, 2020
- Dendrelaphis walli VOGEL & VAN ROOIJEN, 2011
- Dendrelaphis wickrorum DANUSHKA, KANISHKA, AMARASINGHE, VOGEL & SENEVIRATNE, 2020